# Heteropoda warrumbungle
Heteropoda warrumbungle este o specie de păianjeni din genul Heteropoda, familia Sparassidae, descrisă de Davies, 1994.
Este endemică în New South Wales. Conform Catalogue of Life specia Heteropoda warrumbungle nu are subspecii cunoscute.